# Dur-Curigalzu

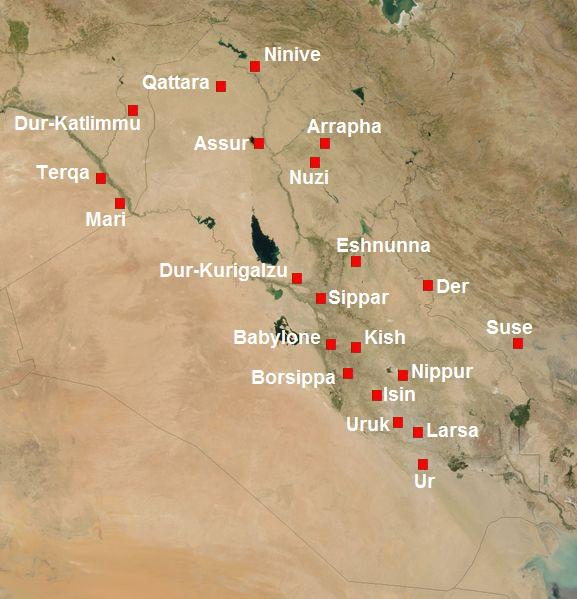
Mesopotâmia no 2.º milênio a.C.

Dur-Curigalzu, conhecida hoje como Acarcufe (Aqar-Qūf árabe: ar; romaniz.: عقرقوف), foi uma cidade fortificada e residência real dos últimos reis da dinastia cassita de Cardunias (Babilônia). Se localiza perto da cidade da Babilônia, no atual Iraque. Foi fundada por Curigalzu I (r. 1400–1375 a.C.) ou Curigalzu II (r. 1332–1308 a.C.). Entre 1943 e 1945, escavações feitas por iraquianos acharam um zigurate monumental, três templos e um palácio com decoração mural pintada e deambulatório com pilares quadrados. Os templos, que foram dedicados às divindades do panteão sumério, abrigavam inúmeros objetos valiosos, como uma estátua em tamanho real de Curigalzu II.